# András Horváth (football)
Pour les articles homonymes, voir András Horváth.
András Horváth est un footballeur hongrois né le 6 août 1980.

## Carrière
- 1995-2002 : Szombathelyi Haladás  Hongrie
- 2002-2007 : FC Sopron  Hongrie
- 2007- : Zalaegerszeg TE FC  Hongrie